# Шабалтаево
Шабалтаево (укр. Шабалтаєве) — село,
Вязовский сельский совет,
Ахтырский район,
Сумская область,
Украина.
Код КОАТУУ — 5920381604. Население по переписи 2001 года составляет 321 человек .

## Географическое положение
Село Шабалтаево находится на расстоянии в 3,5 км от реки Грунь.
На расстоянии в 1 км расположено село Вязовое.
К селу примыкает небольшой лесной массив.

## Экономика
- Сельскохозяйственное ООО «Лан-1».

## Объекты социальной сферы
- Дом культуры.
- Фельдшерско-акушерский пункт.